# Gösta Högelin
Gustav (Gösta) Axel Högelin, född 12 februari 1890 i Stockholm, död där 25 april 1966, var en svensk författare och översättare. 
Högelin var son till grosshandlaren Emil Högelin och Ellen Hultman. Han tog studentexamen 1910 och var affärsman till 1930. Han gifte sig 1919 med författaren och översättaren Lisa Högelin (1896–1980). De blev föräldrar till barnboksförfattaren Inger Brattström, kommendörkapten Tord Högelin och överste Rolf Högelin.
Högelin skrev pojk- och djurböcker och översatte ungdomsböcker från engelska och (i mindre utsträckning) från danska och tyska. Bland författare han översatte märks W. E. Johns (mest känd för böckerna om Biggles).